# Truth or Consequences
Truth or Consequences (zkracováno jako T or C, česky Pravda nebo důsledky) je město v americkém státě Nové Mexiko. Žije zde zhruba 6000 obyvatel.

## Historie názvu
Město se nalézá v oblasti s výskytem termálních pramenů, a proto se původně jmenovalo Hot Springs. V roce 1950 se přejmenovalo na Truth or Consequences poté, co populární moderátor Ralph Edwards ve své stejnojmenné rozhlasové show oznámil, že ji k 10. výročí bude vysílat z města, které si podle ní změní jméno. K oficiální změně jména došlo 31. března 1950.

## Spaceport America
Nedaleko města se nachází kosmodrom Spaceport America společnosti Virgin Galactic, odkud od roku 2021 startují suborbitální lety.